# J.P. Manoux
Jean-Paul Christophe Manoux (Fresno, Kalifornia, 1969. június 8. –) amerikai színész, komikus, rendező és író.
Legismertebb alakítása S.T.A.N. a 2009 és 2010 között futott Aaron Stone című sorozatban. A Phil a jövőből című sorozatban is szerepelt.

## Fiatalkora
Manoux 1969. június 8-án született a kaliforniai Fresnóban. A kaliforniai Santa Barbarában nőtt fel. Hét testvére van.

## Pályafutása
Eleinte a Wayne Brady Show rendszeres fellépője volt. Szerepelt a Vészhelyzet két évadban. Szerepelt a 2007-es Transformers című filmben. Több sorozatban rendezett is.

## Magánélete
2015-ben megjelent a kanadai bíróságon, miután két torontói társasházában tartózkodó ember felfedezett egy biztonsági kamerát. 2015. július 30-án vádat emeltek kukkolás miatt. 2017-ben elitélték.

## Filmográfia

### Filmek
| Év   | Magyar cím                                            | Eredeti cím                                                 | Szerep                                   | Magyar hang                                              |
| ---- | ----------------------------------------------------- | ----------------------------------------------------------- | ---------------------------------------- | -------------------------------------------------------- |
| 2021 | Senki                                                 | Nobody                                                      | Darren                                   |                                                          |
| 2020 |                                                       | Greatland                                                   | házigazda                                |                                                          |
| 2019 |                                                       | Queen Bee                                                   | Wade Turner                              |                                                          |
| 2015 |                                                       | Solitary                                                    | Eric                                     |                                                          |
| 2015 |                                                       | Gridlocked                                                  | Finn                                     |                                                          |
| 2014 |                                                       | Table 58                                                    | Monty igazgatóhelyettes                  |                                                          |
| 2014 |                                                       | Back To Christmas                                           | pincér                                   |                                                          |
| 2013 |                                                       | Jimmy Giraffe's Flying Car                                  | Tunnels, a hörcsög (hang)                |                                                          |
| 2013 | Horrorra akadva 5.                                    | Scary Movie 5                                               | Pierre                                   | Fekete Zoltán                                            |
| 2012 |                                                       | Hail Satan                                                  | Aleister                                 |                                                          |
| 2012 |                                                       | Atlas Shrugged: Part 2                                      | karmester                                |                                                          |
| 2012 | Gazdátlanul Mexikóban 3.                              | Beverly Hills Chihuahua 3: Viva la Fiesta!                  | Gustavo                                  |                                                          |
| 2012 |                                                       | Secrets of Eden                                             | Emmet Walker nyomozó                     |                                                          |
| 2011 |                                                       | My Life As an Experiment                                    | férfi                                    |                                                          |
| 2009 |                                                       | A Heart Too Tender                                          | kétségbeesett színész                    |                                                          |
| 2009 | Sylvia bonyolult élete                                | Weather Girl                                                | Raymond                                  |                                                          |
| 2008 | Volt                                                  | Bolt                                                        | Tom (hang)                               | Lippai László                                            |
| 2008 | Bruce és Lloyd: Elszabadult pokol                     | Get Smart's Bruce and Lloyd: Out of Control                 | Neil                                     | Kossuth Gábor                                            |
| 2008 | Szesz, szex és steksz                                 | Finding Amanda                                              | Tony Clark                               |                                                          |
| 2008 |                                                       | An Inconvenient Head                                        | doktor                                   |                                                          |
| 2008 | Időlovagok                                            | Minutemen                                                   | Tolkan igazgatóhelyettes                 | Fazekas István (1. szinkron) Fekete Zoltán (2. szinkron) |
| 2008 |                                                       | Trailer Park of Terror                                      | Cigrit                                   |                                                          |
| 2007 |                                                       | Imperfect Union                                             | Reggie                                   |                                                          |
| 2007 | Transformers                                          | Transformers                                                | szemtanú                                 | Maday Gábor                                              |
| 2007 | Felkoppintva                                          | Knocked Up                                                  | Dr. Angelo                               | Szatmári Attila                                          |
| 2007 |                                                       | What We Do Is Secret                                        | Rodney Bingenheimer                      |                                                          |
| 2007 | Zsaruk bevetésen – A film                             | Reno 911!: Miami                                            | meztelen örmény                          |                                                          |
| 2006 |                                                       | The Beach Party at the Threshold of Hell                    | apa                                      |                                                          |
| 2005 | Dee Dee Rutherford                                    | The Trouble with Dee Dee                                    | Yugo                                     | Karácsonyi Zoltán                                        |
| 2005 | A sziget                                              | The Island                                                  | Seven Foxtrot                            |                                                          |
| 2005 |                                                       | Tennis, Anyone...?                                          | P. J. Monet                              |                                                          |
| 2004 | Csillagközi invázió 2. – A szövetség hőse             | Starship Troopers 2: Hero of the Federation                 | Ari Peck törzsőrmester                   | Szatmári Attila                                          |
| 2004 | Vejedre ütök                                          | Meet the Fockers                                            | helyi rendőr                             | Kossuth Gábor                                            |
| 2004 | Holnapután                                            | The Day After Tomorrow                                      | operatőr                                 |                                                          |
| 2004 | Scooby-Doo 2. – Szörnyek póráz nélkül                 | Scooby Doo 2: Monsters Unleashed                            | okos Scooby-Doo (hang)                   | Vass Gábor                                               |
| 2004 | Eurotúra                                              | EuroTrip                                                    | robotember                               |                                                          |
| 2003 | A fehér csóka                                         | Malibu's Most Wanted                                        | Gary                                     | Jantyik Csaba                                            |
| 2002 | Scooby-Doo – A nagy csapat                            | Scooby-Doo                                                  | Scrappy-Rex (hang)                       | Faragó András                                            |
| 2002 |                                                       | Crazy as Hell                                               | Arnie                                    |                                                          |
| 2001 | Ocean’s Eleven – Tripla vagy semmi                    | Ocean's Eleven                                              | segéd                                    |                                                          |
| 2001 | Mickey varázslatos karácsonya: Hórabság az Egértanyán | Mickey's Magical Christmas: Snowed in at the House of Mouse | Kuzco (hang)                             | Karácsonyi Zoltán                                        |
| 2001 | Három pacák és az idegenek                            | Beer Money                                                  | Neal Blank                               | Bartucz Attila                                           |
| 2000 | Nehéz választás                                       | Running Mates                                               | Carl                                     |                                                          |
| 2000 | Egy szót se!                                          | Our Lips Are Sealed                                         | rabló                                    |                                                          |
| 1999 |                                                       | The Darwin Conspiracy                                       | Roger                                    |                                                          |
| 1999 | Galaxy Quest – Galaktitkos küldetés                   | Galaxy Quest                                                | izgatott idegen (hang)                   |                                                          |
| 1999 | Bigyó felügyelő                                       | Inspector Gadget                                            | polgármester szichofantikus asszisztense |                                                          |
| 1999 |                                                       | The Auteur Theory                                           | Mike Dong                                |                                                          |
| 1999 |                                                       | Treasure Island                                             | Hughes rendőr                            |                                                          |
| 1998 | Reggeli Einsteinnel                                   | Breakfast with Einstein                                     | csivava tulajdonos                       |                                                          |
| 1998 |                                                       | Art House                                                   | Beezer                                   |                                                          |
| 1997 |                                                       | Fairfax Fandango                                            | Andy                                     |                                                          |
| 1996 |                                                       | Clinic E                                                    | Eric                                     |                                                          |
| 1994 |                                                       | Pumpkinhead II: Blood Wings                                 | Tommy                                    |                                                          |

### Televíziós szerepek
| Év        | Magyar cím                   | Eredeti cím                        | Szerep                        | Megjegyzések                              |
| --------- | ---------------------------- | ---------------------------------- | ----------------------------- | ----------------------------------------- |
| 2020      | Sok hűhó                     | All That                           | Thomas Alva Edison            | 1 epizód                                  |
| 2020      |                              | 9-1-1: Lone Star                   | Trevor                        | 1 epizód                                  |
| 2019      | Félig üres                   | Curb Your Enthusiasm               | Calvin                        | 1 epizód                                  |
| 2019      | A Grace klinika              | Grey's Anatomy                     | Danny Nelstadt                | 1 epizód                                  |
| 2019      | Shameless – Szégyentelenek   | Shameless                          | Zach                          | 1 epizód                                  |
| 2018      |                              | Turnt                              | pizzás főnök                  | 3 epizód                                  |
| 2018      |                              | Swedish Dicks                      | Lou                           | 4 epizód                                  |
| 2018      | A titkok könyvtára           | The Librarians                     | Preacher / Dradok / Bartender | 1 epizód                                  |
| 2017      |                              | The Magicians                      | River Watcher                 | 1 epizód                                  |
| 2016–2017 | Az alelnök                   | Veep                               | Clarence Clark                | 8 epizód                                  |
| 2016      |                              | Good Girls Revolt                  | J. P. Crowley                 | mellékszereplő                            |
| 2015      | A Thunderman család          | The Thundermans                    | Mr. Hollister                 | 1 epizód                                  |
| 2014–2015 |                              | Spun Out                           | Bryce McBradden               | főszereplő                                |
| 2013      | Vérmes négyes                | Hot in Cleveland                   | Nate                          | 1 epizód                                  |
| 2013      | A liga                       | The League                         | Donald                        | 1 epizód                                  |
| 2013      | Modern család                | Modern Family                      | Todd                          | 1 epizód                                  |
| 2013      | Big Time Rush                | Big Time Rush                      | Mitchell V. Gold              | 1 epizód                                  |
| 2013      | Négy férfi, egy eset         | Men at Work                        | Frank                         | 1 epizód                                  |
| 2013      |                              | Alien Mysteries                    | Matthew Reed                  | 1 epizód                                  |
| 2013      | Kertvárosba száműzve         | Suburgatory                        | Norman Neumann séf            | 1 epizód                                  |
| 2012–2013 | Balfékek                     | Community                          | Faux-by                       | 2 epizód                                  |
| 2012      |                              | Wedding Band                       | Keith                         | 1 epizód                                  |
| 2012      | A szállító                   | Transporter: The Series            | Kagan                         | 2 epizód                                  |
| 2012      |                              | The L.A. Complex                   | Jeff                          | 1 epizód                                  |
| 2012      | NCIS: Los Angeles            | NCIS: Los Angeles                  | Bob Wright                    | 1 epizód                                  |
| 2012      | Dr. Csont                    | Bones                              | farmer                        | 1 epizód                                  |
| 2011      |                              | InSecurity                         | Dodson                        | 1 epizód                                  |
| 2011      |                              | Wilfred                            | Leo                           | 3 epizód                                  |
| 2011      | Nevelésből elégséges         | Raising Hope                       | Gary                          | 1 epizód                                  |
| 2010      | 13-as raktár                 | Warehouse 13                       | Lenny Malone                  | 1 epizód                                  |
| 2010      |                              | Svetlana                           | castingos munkatárs           | 1 epizód                                  |
| 2010      | Furcsa páros                 | The Good Guys                      | Monroe                        | 1 epizód                                  |
| 2010      | True Jackson, VP             | True Jackson, VP                   | pincér                        | 1 epizód                                  |
| 2009–2010 | Aaron Stone                  | Aaron Stone                        | S.T.A.N.                      | főszereplő magyar hangja Seszták Szabolcs |
| 2009      | Family Guy                   | Family Guy                         | Alan Harper (hang)            | 1 epizód                                  |
| 2008      |                              | My Boys                            | David                         | 1 epizód                                  |
| 2008      |                              | Gorgeous Tiny Chicken Machine Show | Tax Auditor                   | 1 epizód                                  |
| 2007      |                              | Cavemen                            | Glen                          | 3 epizód                                  |
| 2007      |                              | The Disney Channel Games           | Kuzco (hang)                  | minisorozat                               |
| 2007      |                              | Higglytown Heroes                  | biciklis (hang)               | 1 epizód                                  |
| 2007      | Monk – A flúgos nyomozó      | Monk                               | Jacob Poser                   | 1 epizód                                  |
| 2007      |                              | In Case of Emergency               | Marty                         | 1 epizód                                  |
| 2006–2009 | Cserecsapat                  | The Replacements                   | Mr. Fraley (hang)             | 23 epizód                                 |
| 2006–2008 | Király suli                  | The Emperor's New School           | Kuzco (hang)                  | főszereplő                                |
| 2006      |                              | Classroom                          | kalóz                         | 1 epizód                                  |
| 2006      | Bostoni halottkémek          | Crossing Jordan                    | Sorenson                      | 1 epizód                                  |
| 2006      | Dokik                        | Scrubs                             | Charlie                       | 1 epizód                                  |
| 2005      | Így jártam anyátokkal        | How I Met Your Mother              | Eric                          | 1 epizód                                  |
| 2005      |                              | Unscripted                         | szerkesztő                    | 1 epizód                                  |
| 2004      |                              | Joint Custody                      | Stan                          | 1 epizód                                  |
| 2004      |                              | Half & Half                        | Erik                          | 1 epizód                                  |
| 2004      | Smallville                   | Smallville                         | Edgar Cole                    | 1 epizód                                  |
| 2004      | Életem értelmei              | My Wife and Kids                   | Steve                         | 2 epizód                                  |
| 2004–2006 | Phil a jövőből               | Phil of the Future                 | Curtis                        | mellékszereplő                            |
| 2003–2004 | Reno 911! – Zsaruk bevetésen | Reno 911!                          | meztelen örmény               | 1 epizód                                  |
| 2003      |                              | Less Than Perfect                  | Peter                         | 1 epizód                                  |
| 2003      | Bűbájos boszorkák            | Charmed                            | Stanley                       | 1 epizód                                  |
| 2003      |                              | Birds of Prey                      | Camera Anderson               | 1 epizód                                  |
| 2002      | A körzet                     | The District                       | Jerry Dworski                 | 3 epizód                                  |
| 2002      | Sabrina, a tiniboszorkány    | Sabrina the Teenage Witch          | Stan                          | 2 epizód                                  |
| 2002      | Igen, drágám!                | Yes, Dear                          | műsorvezető                   | 1 epizód                                  |
| 2002      | Mickey egér klubja           | House of Mouse                     | Kuzco (hang)                  | 1 epizód                                  |
| 2002      |                              | Wednesday 9:30 (8:30 Central)      | Dave Henry                    | 2 epizód                                  |
| 2002      | Will és Grace                | Will & Grace                       | Minion                        | 1 epizód                                  |
| 2002      |                              | Even Stevens                       | Shorty                        | 1 epizód                                  |
| 2001      |                              | Grounded for Life                  | Dave                          | 1 epizód                                  |
| 2001      |                              | The Hughleys                       | Mr. Babbes                    | 1 epizód                                  |
| 2001      | Férjek gyöngye               | The King of Queens                 | Clerk                         | 1 epizód                                  |
| 2001      | Nash Bridges – Trükkös hekus | Nash Bridges                       | Gene Bacon                    | 1 epizód                                  |
| 2001      |                              | Nikki                              | Colin                         | 1 epizód                                  |
| 2000      | Norm Show                    | The Norm Show                      | Thomas                        | 1 epizód                                  |
| 2000      |                              | Angel                              | Bellman                       | 1 epizód                                  |
| 2000      |                              | Opposite Sex                       | férfi                         | 1 epizód                                  |
| 2000      |                              | The Drew Carey Show                | Malcolm                       | 1 epizód                                  |
| 2000      |                              | Shasta McNasty                     | Nicolai                       | 2 epizód                                  |
| 2000      |                              | Brutally Normal                    | Twitch                        | 1 epizód                                  |
| 2000      |                              | Stark Raving Mad                   | Lewis                         | 1 epizód                                  |
| 1999      |                              | Oh, Grow Up                        | Marc                          | 1 epizód                                  |
| 1999      |                              | Caroline in the City               | vevő                          | 1 epizód                                  |
| 1999      |                              | Suddenly Susan                     | Lukaro                        | 1 epizód                                  |
| 1998–1999 | Divatalnokok                 | Just Shoot Me!                     | Glenn                         | 3 epizód                                  |
| 1998      |                              | Becker                             | Rusty                         | 1 epizód                                  |
| 1998      |                              | Reunited                           | Stasniak atya                 | 1 epizód                                  |
| 1998      |                              | Maggie                             | Ted                           | 1 epizód                                  |
| 1998      | Űrbalekok                    | 3rd Rock from the Sun              | Clerk                         | 1 epizód                                  |
| 1998      |                              | For Your Love                      | igazgató                      | 1 epizód                                  |
| 1997      |                              | Working                            | ügyvezető                     | 1 epizód                                  |
| 1996–2008 | Vészhelyzet                  | ER                                 | Dr. Dustin Crenshaw           | 24 epizód                                 |
| 1996      |                              | The John Larroquette Show          | tanuló                        | 1 epizód                                  |